# Centromeriana
Centromeriana är ett släkte av insekter. Centromeriana ingår i familjen Dictyopharidae.
Kladogram enligt Catalogue of Life:
| Centromeriana | \| \| Centromeriana jocosa \| \| \| \| \| \| Centromeriana simplex \| \| \| \| |
|               | \| \| Centromeriana jocosa \| \| \| \| \| \| Centromeriana simplex \| \| \| \| |
|               | Centromeriana jocosa                                                           |
|               |                                                                                |
|               | Centromeriana simplex                                                          |
|               |                                                                                |